# Skytte af Sätra
Skytte af Sätra är en svensk adelsätt.
Ätten hade gemensamt ursprung med ätterna Skytte och Skytte af Duderhof i det att samtliga dessas anfader var borgmästaren i Nyköping Bengt Nilsson Skräddare (död efter 1603). En av dennes söner, sedermera ståthållaren i Stockholm och Uppsala Lars Bengtsson (död 1634), adlades den 1 februari 1619 under namnet Skytte af Sätra och introducerades på Riddarhuset 1627. Ätten erhöll sedermera nummer 154.
Denna ursprungliga ätt Skytte af Sätra utgick egentligen på svärdssidan med Lars Bengtssons son, diplomaten Lars Skytte af Sätra (död 1696), vilken konverterade till katolicismen och blev munk i Rom. Dessförinnan hade dock en kusin till denne, landshövdingen Håkan Nilsson (1603-88) den 5 maj 1645 adlats under samma namn och adopterats in på den befintliga ätten (han introducerades 1650). Från dennes ättlingar stammar den ännu fortlevande delen av ätten, vilken i dag är uppdelad på tre grenar. Många av de nu levande ättemedlemmarna är bosatta i Kanada och USA och använder efternamnet "Scott". Detta gäller bland annat den nuvarande (2003) huvudmannen, den i Kanada bosatte affärsmannen Ronald Skytte af Sätra (född 1937).

## Kända medlemmar
- Carl Skytte
- Carl Magnus Skytte
- Nils Skytte
- Wilhelm Skytte